# Makedonska kultura
Kultura Makedoncev je povezana z domovino in okoljem v katerem živijo. Bogata kulturna dediščina je vidna v narodnih plesih, narodnih nošnjah, v dodakih in okraskih v vaških in mestnih domovih, samostanih in cerkvah, rezbarstvu in ikonopisju v katerem se izkaže makedonski kulturni značaj.

## Makedonski Jezik
Makedonščina (Македонски, Makedonski) je južnoslovanski jezik, ki se govori v Republiki Makedoniji, severni Grčiji (Egejska Makedonija), severovzhodni Bolgariji (Pirinska Makedonija) in jugovzhodni Albaniji (Mala Prespa).Uporablja ga okoli dva milijona ljudi.
Makedonščina se zapisuje v prilagojeni obliki cirilice.

## Makedonska Arhitektura
Makedonska arhitektura je izražena z osnovnimi naravnimi materiali, kot sta les in kamen, ter vezana na okolico in njene lastnosti.